# Elaphoglossum vittarioides
Elaphoglossum vittarioides là một loài dương xỉ trong họ Dryopteridaceae. Loài này được Mickel mô tả khoa học đầu tiên năm 1991.